# Ligne K du Transilien
La ligne K du Transilien, plus souvent simplement dénommée ligne K, est une ligne de trains de banlieue qui dessert le nord-est de l'Île-de-France. Elle relie Paris-Nord à Crépy-en-Valois.
Lancée en 2004, la ligne K est longue de 61 kilomètres. Exploitée par la SNCF, elle totalise en moyenne 15 800 voyages par jour ouvré en 2018. Jusqu'à la gare de Dammartin - Juilly - Saint-Mard, au point kilométrique (PK) 34,261, la ligne se situe en Île-de-France, donc dans le ressort d'Île-de-France Mobilités tandis que l'extrémité nord se situe dans le département de l'Oise, en région Hauts-de-France. Les gares de ce département ne sont donc pas soumises à la tarification Île-de-France.

Plan de la ligne.

## Histoire

### Chronologie
- 2004 : constitution de la ligne K à partir de la partie orientale de la ligne H du Transilien
- 2012 : retrait des VB 2N
- 2013 : retrait des Z 6100
- 11 décembre 2013 : commande de 18 rames Francilien par le Syndicat des transports d'Île-de-France (STIF) en vue du remplacement des RIB-RIO à partir de la fin 2016
- 2 septembre 2016 : retrait des BB 17000 attelés avec des Rame inox de banlieue/Rame inox omnibus. Mise en service des rames Francilien (Z 50000).

### Création de la ligne

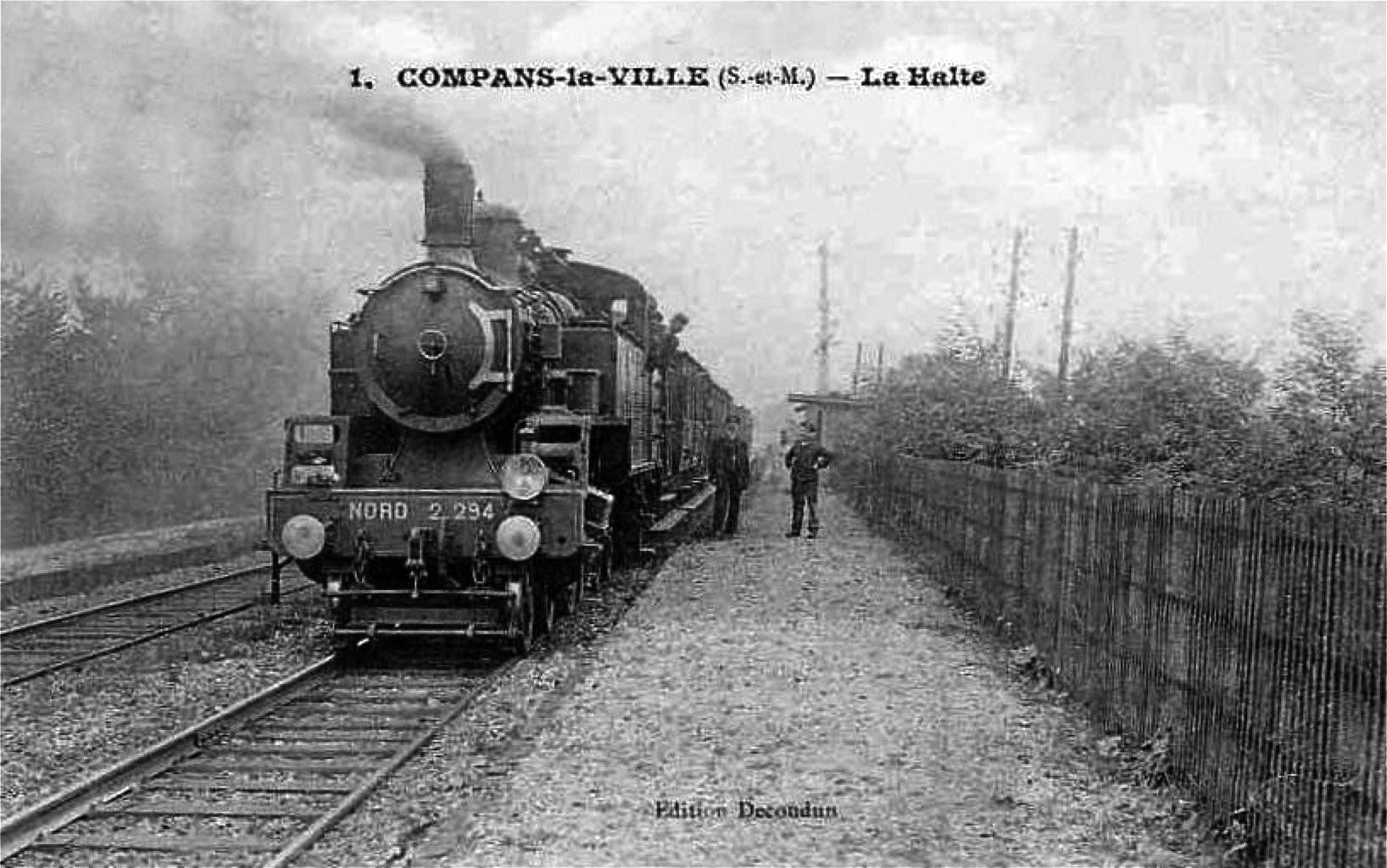
Carte postale d'un train desservant la gare de Compans.

Le 26 juin 1857, un décret concède à titre définitif la ligne de La Plaine à Soissons à la Compagnie des chemins de fer du Nord. La compagnie a trois années pour réaliser cette ligne à ses risques et périls.
Le 4 juin 1860, la ligne est mise en service entre la gare de Paris-Nord et la gare de Sevran puis, le 31 août 1861, la section Sevran – Crépy-en-Valois (– Villers-Cotterêts) l'est à son tour.
Durant les années 1920, le réseau de la banlieue Nord souffre de plusieurs défauts qui rendent la desserte insuffisante. Alors que le réseau Ouest connaît une importante modernisation avec l'électrification partielle, la mise en place d'automotrices modernes et d'un service à horaires cadencés, le réseau Nord reste peu adapté à une desserte de type banlieue. La traction vapeur est maintenue, les gares sont trop espacées, les terminus intermédiaires ont trop peu de capacités pour les évolutions ou le retournement des machines et le nombre de voies de réception à la gare du Nord est insuffisant. Une première amélioration est néanmoins mise en place avec la mise en service de rames réversibles  et de locomotives à vapeur plus puissantes possédant de meilleures accélérations.

### Modernisation de la ligne

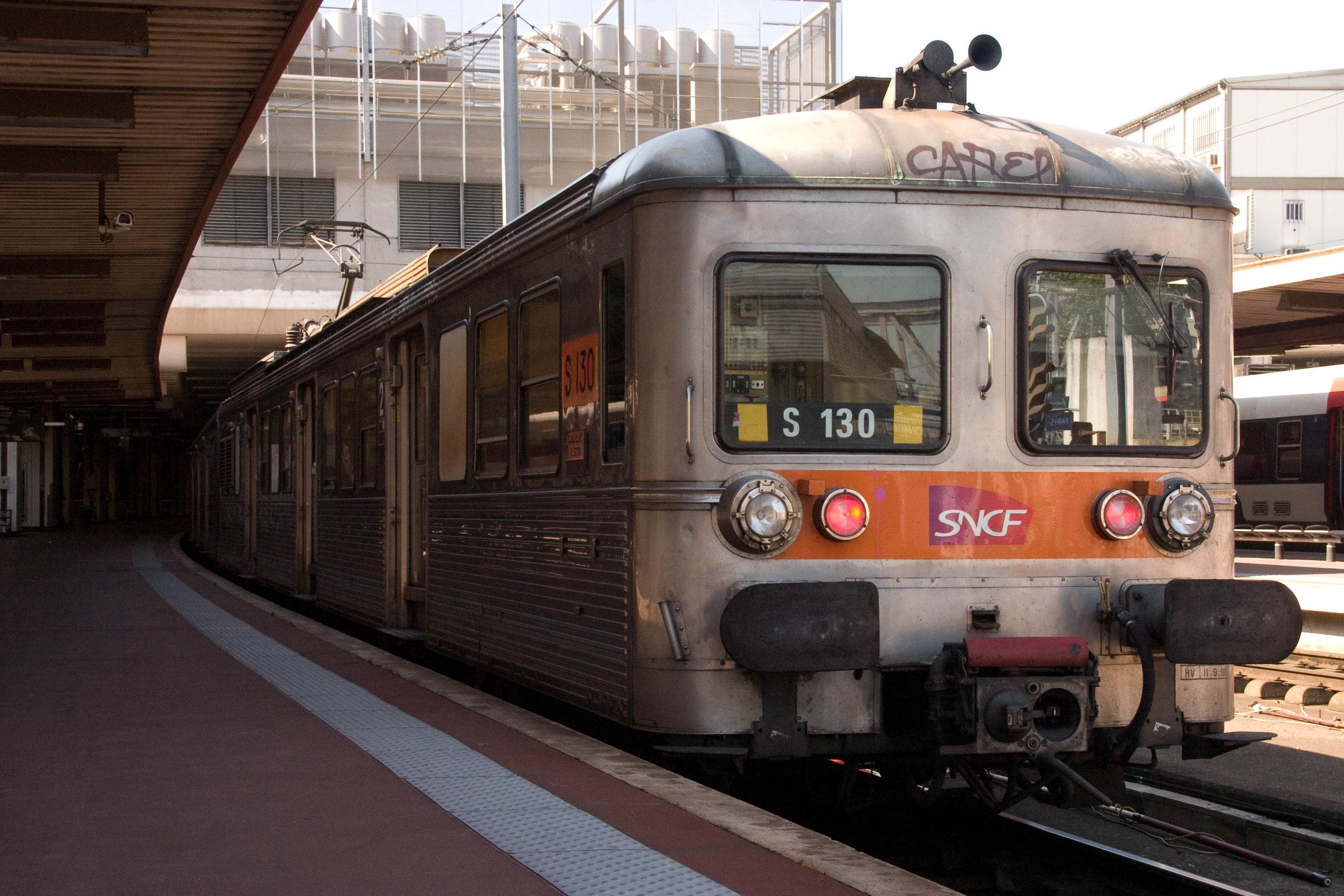
Une rame Z 6100 en gare de Paris-Nord, en juin 2008.

En septembre 1963, l'axe Paris - Mitry - Crépy-en-Valois est électrifié. Les locomotives à vapeur cèdent la place aux BB 16500 du dépôt de La Chapelle, mais elles remorquent des rames formées de voitures de banlieue Nord des années 1930. Plus tard, ces compositions seront remplacées principalement par des automotrices Z 6100 mais aussi par des RIB de manière plus occasionnelle.
De l'électrification de la ligne en 1963 jusqu'à leur radiation en 2013, les Z 6100 étaient le matériel principal de la ligne.
Jusqu'en 1991, la ligne de Paris-Nord à Crépy-en-Valois est entièrement située au sein du périmètre de tarification de banlieue, et la tarification liée à la carte Orange s'applique donc. Puis le périmètre de banlieue est adapté aux limites administratives de la région Île-de-France, et toutes les sections de ligne situées dans l'Oise en sont exclues.
Le 1er septembre 1999, la première classe  est supprimée dans tous les trains du réseau de banlieue, ainsi que dans le RER. Elle n'était utilisée à l'époque que par 1 % des voyageurs. Elle avait déjà été abandonnée dans le métro de Paris en 1991.
Le 20 septembre 1999, le label Transilien est lancé. Il institue une norme minimale d'aménagement et de rénovation des gares et du matériel roulant, et un signe pour la caractériser de manière visible auprès du grand public. Le nom devient très rapidement une marque commerciale, à l'image du TGV, du TER ou d'Intercités, pour désigner l'offre de transport public de la Société nationale des chemins de fer français (SNCF) en Île-de-France.
En 2001, la SNCF élabore une nomenclature afin de désigner les lignes Transilien non RER. Celle-ci est portée à la connaissance de la clientèle, par le biais de la publication de l'édition 2001 du plan du réseau ferré francilien, uniquement sur la version affichée en gare. Dans cette nomenclature, la SNCF considère que l'axe Paris-Nord - Crépy-en-Valois fait partie intégrante de la « ligne H du Transilien », le réseau Transilien Paris-Nord.
À la mi-2004, à l'occasion du passage au service d'été, les codes missions font leur apparition sur la ligne H. Composés de quatre lettres, ils traduisent le numéro de train en un langage compréhensible pour les usagers.

### Naissance de la ligne K
Fin 2004, la nomenclature des lignes Transilien est remaniée. Désormais, la ligne H ne désigne plus que la partie occidentale de l'ancienne ligne éponyme, c'est-à-dire celle desservant Luzarches, Persan - Beaumont, Pontoise et Creil. La partie orientale desservant Crépy-en-Valois constitue dorénavant la « ligne K du Transilien »,.
En 2013, les rames Z 6100 sont radiées. Jusqu'au début de 2012, des rames VB 2N pouvaient circuler occasionnellement sur la ligne, avant leur départ sur le réseau Paris-Nord et leur mutation sur d'autres lignes.
Le 11 décembre 2013, le Syndicat des transports d'Île-de-France (STIF), au cours de son conseil d'administration, a validé l'acquisition de dix-huit rames Francilien (Z 50000) pour la ligne K d'ici la fin 2016.
Le 2 septembre 2016, seize rames Francilien Z 50000 sont mises en service commercial sur la ligne. Elles assurent dès le lendemain la totalité du trafic, en remplacement des rames réversibles de type RIB attelées à des locomotives BB 17000.

## Infrastructure

Logo de la ligne K pour Île-de-France Mobilités.

### Ligne

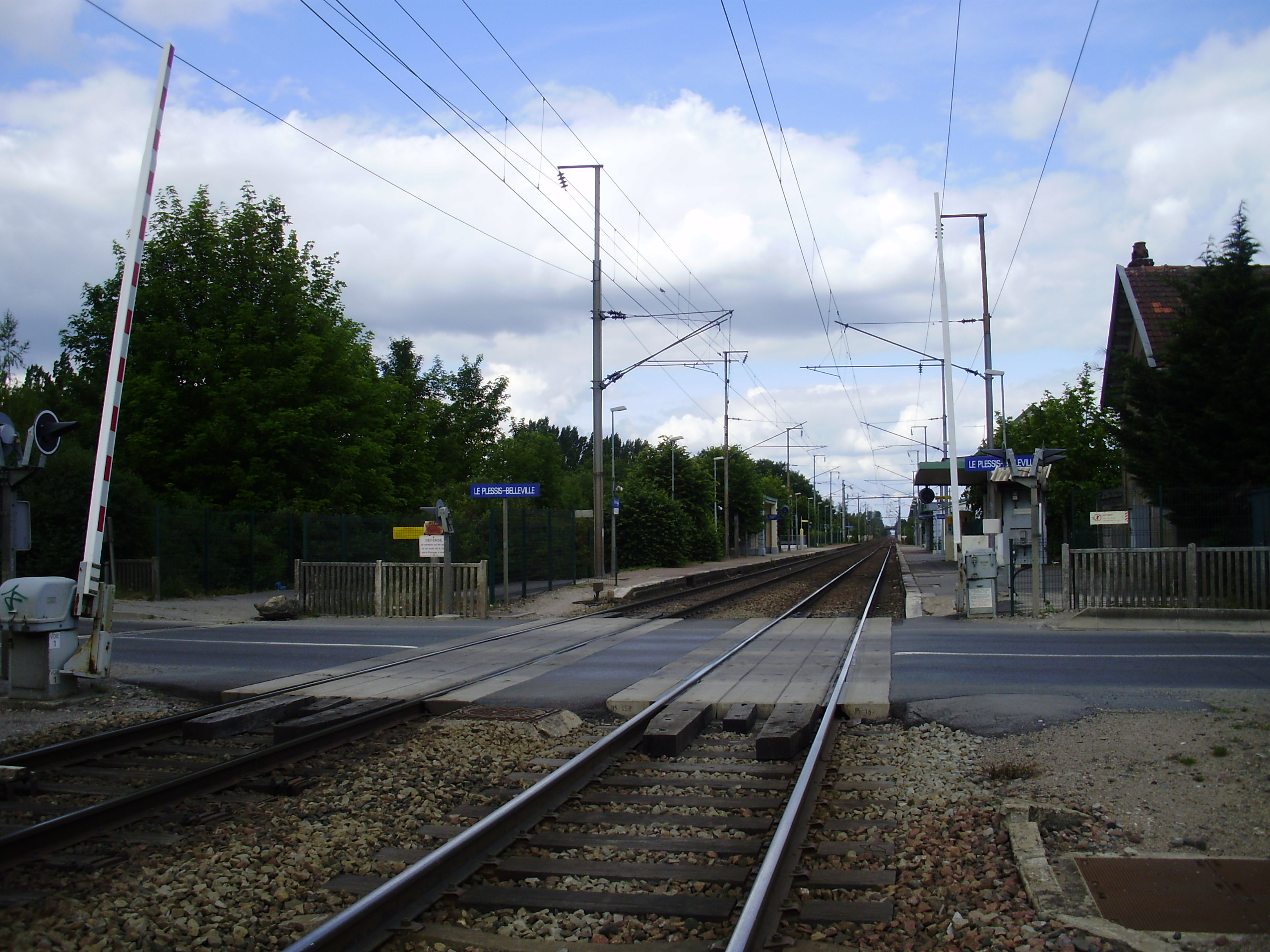
Passage à niveau au sud de la gare du Plessis-Belleville, en mai 2011.

La ligne K du Transilien part de Paris-Nord pour aboutir à Crépy-en-Valois. Elle traverse la Seine-Saint-Denis et la Seine-et-Marne pour arriver dans l'Oise, au terminus technique de Crépy-en-Valois, situé par conséquent en dehors de l'Île-de-France. Elle emprunte ainsi, majoritairement, la ligne ferroviaire La Plaine - Hirson.
La ligne est équipée du block automatique lumineux, du contrôle de vitesse par balises (KVB) et d'une liaison radio sol-train sans transmission de données.

### Tensions d'alimentation
La ligne K est électrifiée sur la totalité de son parcours comme tout le réseau Nord en 25 kV-50 Hz monophasé.

### Vitesses limites
La vitesse limite des circulations sur les voies directes pour les trains V 140 (de type VB 2N) est jusqu'à la gare de La Plaine - Stade de France de 90 km/h, puis de 120 km/h de La Plaine - Stade de France à Aulnay-sous-Bois. Au-delà, jusqu'à Crépy-en-Valois, la vitesse limite est de 140 km/h.

## Liste des gares

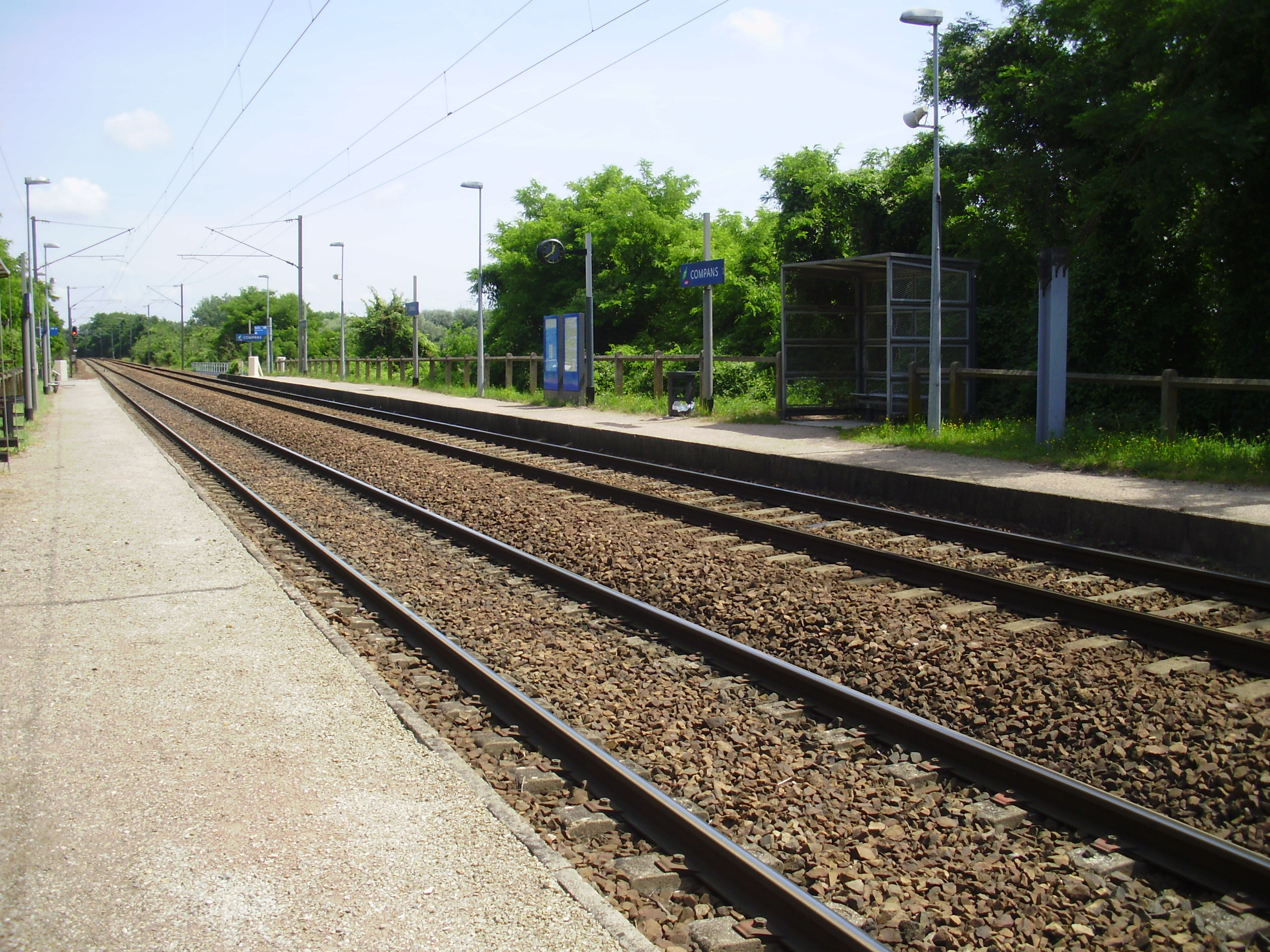
La gare de Compans, en juillet 2010.

La ligne K dessert au total sept gares et trois points d’arrêt non gérés (PANG), dont trois gares et un point d'arrêt non gérés du ressort de TER Hauts-de-France.
|  |   |  | Gare                            | Zone | Communes              | Correspondances                                    |
|  | - |  | ------------------------------- | ---- | --------------------- | -------------------------------------------------- |
|  | ■ |  | Paris-Nord                      | 1    | Paris 10e             | (La Chapelle, à distance) (Magenta) Grandes lignes |
|  | • |  | Aulnay-sous-Bois                | 4    | Aulnay-sous-Bois      | (RER) · (B) · (T) · (4)                            |
|  | • |  | Mitry - Claye                   | 5    | Mitry-Mory            | (RER) · (B)                                        |
|  | • |  | Compans                         | 5    | Compans               |                                                    |
|  | • |  | Thieux - Nantouillet            | 5    | Thieux                |                                                    |
|  | • |  | Dammartin - Juilly - Saint-Mard | 5    | Saint-Mard            | TER Hauts-de-France                                |
|  | • |  | Le Plessis-Belleville           | *    | Le Plessis-Belleville | TER Hauts-de-France                                |
|  | • |  | Nanteuil-le-Haudouin            | *    | Nanteuil-le-Haudouin  | TER Hauts-de-France                                |
|  | • |  | Ormoy-Villers                   | *    | Ormoy-Villers         |                                                    |
|  | ■ |  | Crépy-en-Valois                 | *    | Crépy-en-Valois       | TER Hauts-de-France                                |

* Hors zone Île-de-France.
(Les gares en gras servent de départ ou de terminus à certaines missions)

## Exploitation

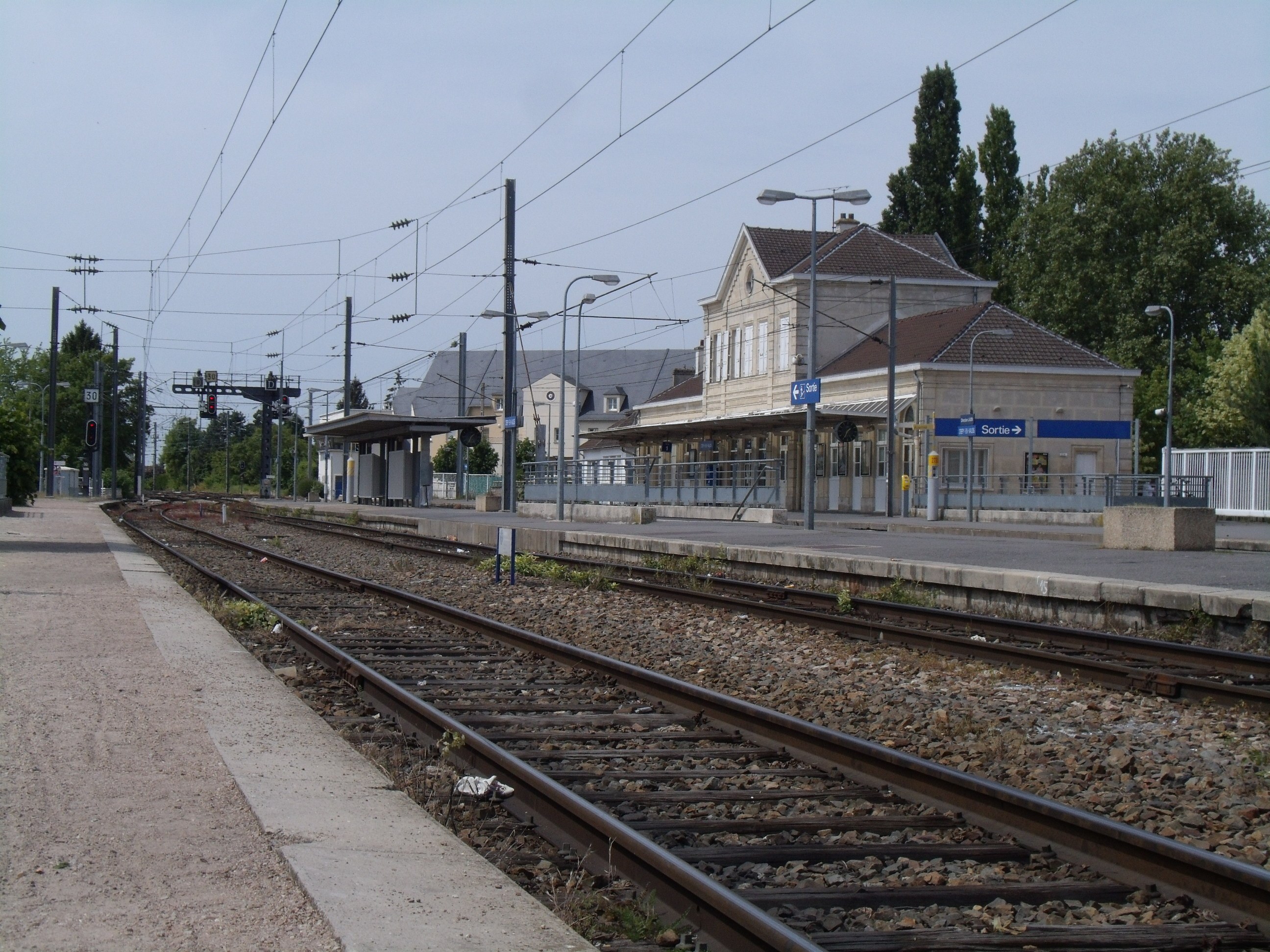
La gare terminus de Crépy-en-Valois en mai 2011.

La ligne K est une ligne exploitée par la SNCF, qui fonctionne du lundi au vendredi entre 5 h et 0 h, les samedis entre 5 h 30 et 0 h et les dimanches et fêtes entre 6 h 30 et 22 h 40, à l'aide de trains Francilien (Z 50000). Le service n'est pas assuré durant le service spécial (1 h-5 h du matin) effectué à l'occasion d'évènements importants comme la Fête de la musique et la nuit du Nouvel An.

### Noms des missions
Adoptés depuis 2004, les codes missions de la ligne K du Transilien sont composés de quatre lettres. En apparaissant sur les écrans d'affichage (Infogare), ils permettent de faciliter la compréhension des différentes missions assurées.
1re lettre : destination du train
- A : Gare du Nord
- K : Crépy-en-Valois
- T : TER Hauts-de-France (Paris-Laon)

2e, 3e et 4e lettres : desserte du train
Ces lettres permettent de différencier les missions assurées sur la ligne, qui ne desservent pas toutes les mêmes gares, notamment aux heures de pointe. Ainsi, seules les missions AEKY et KEPY desservent toutes les gares du parcours. Les missions AIKY et KIPY sont semi-directes et ne desservent pas Ormoy-Villers, Thieux - Nantouillet et Compans.
Noms des TER Hauts-de-France
Les trois premières lettres du nom d'un TER sont TER et la quatrième lettre indique sa destination. Ainsi, un TER à destination de Paris-Nord s'appelle TERP (P pour Paris) et un TER à destination de Laon s'appelle TERL (L pour Laon). Avec la ligne N, la ligne K est la seule ligne Transilien où les TER ont des noms. Il existe deux types de missions TER desservant les gares de la ligne K : des missions directes Crépy/Paris Nord et des missions semi-directes Crépy/Dammartin-Juilly-Saint Mard/Paris-Nord.
Tableau des missions
| Destinations     | Codes missions (régulières seulement) |
| ---------------- | ------------------------------------- |
| Paris-Nord       | AEKY, AIKY                            |
| Paris-Nord (TER) | TERP                                  |
| Crépy-en-Valois  | KEPY, KIPY                            |
| Laon (TER)       | TERL                                  |

### Plan de transport de la ligne

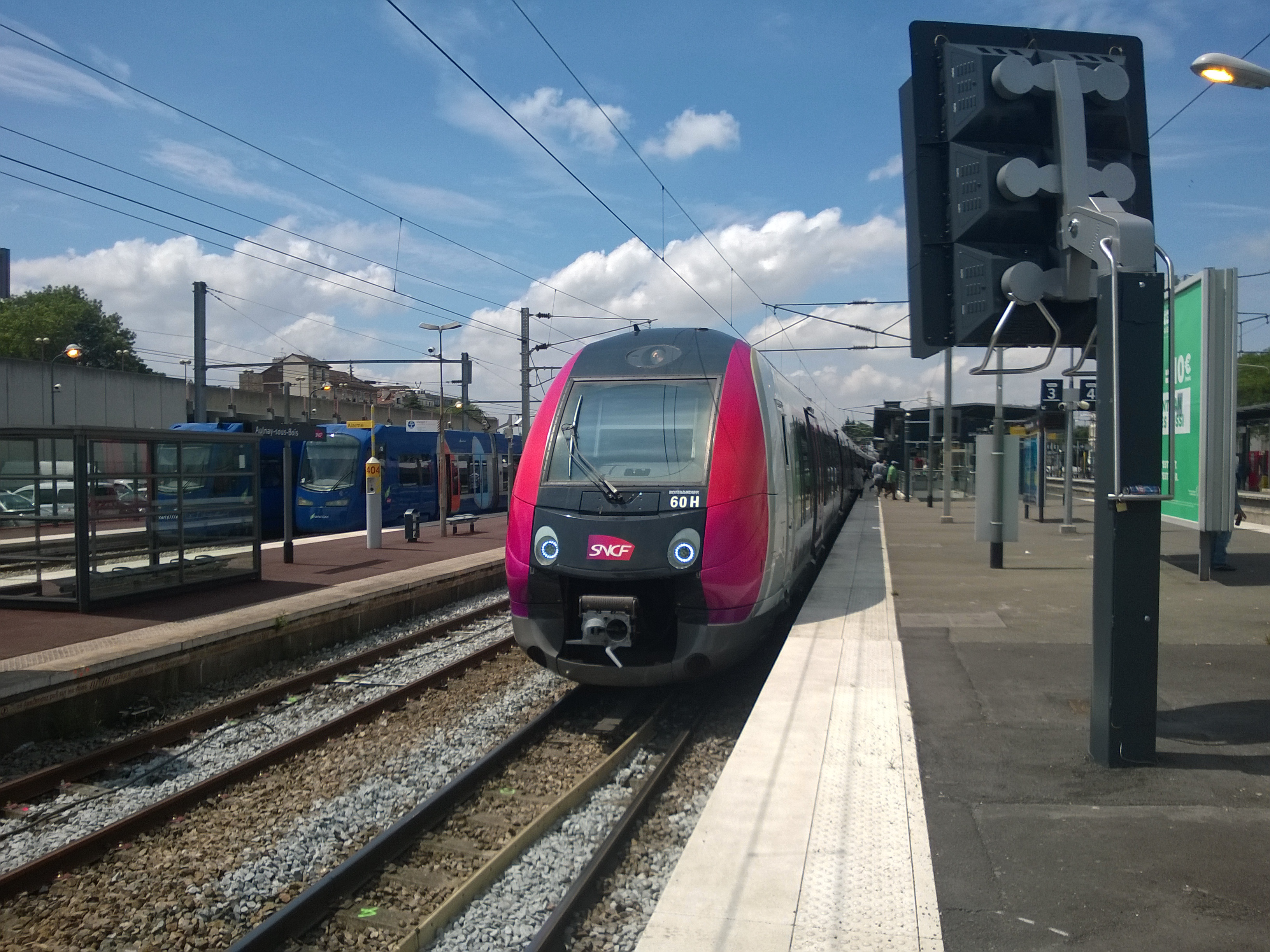
Une rame Z 50000 en gare d'Aulnay-sous-Bois, en juin 2018.

En 2012, le plan de transport de la ligne K se caractérisait en semaine par la circulation de 30 missions quotidiennes dont 14 aux heures de pointe, chiffrent qui passent à 32 et 16 fin 2016 lors de la mise en place du SA 2017. Le SA 2017 a également entrainé la mise en place d'un cadencement partiel. La desserte des gares a été modifiée. La gare d'Aulnay-sous-Bois a notamment bénéficié d'un renforcement, notamment afin de compenser la disparition des RER B directs Aulnay-Paris en heure de pointe lors de la mise en service du RER B Nord + en 2013 : un train supplémentaire au départ de Crépy-en-Valois à 7 h 27, alors que les trains de 7 h 20 en direction de Paris, 16 h 19, 17 h 31 et 17 h 51 en direction de Crépy marquent un arrêt à Aulnay-sous-Bois,.
En 2017, le temps de trajet entre Paris et Crépy est calibré à 56 minutes.
La desserte de l'axe Paris - Crépy est assurée conjointement par les trains de la ligne K et ceux du réseau TER Hauts-de-France. En effet, certains de ces derniers s'arrêtent dans le cadre des missions Paris-Nord - Laon, dans les gares comprises entre Dammartin et Crépy. Par conséquent, le plan de transport s'organise comme indiqué ci-après.

#### Heure de pointe
Le plan de transport prévu durant les heures de pointe n'est appliqué que du lundi au vendredi et diffère selon que l'on est dans le sens de la pointe ou en contre-pointe.
Dans le sens de la pointe, l'exploitation de la ligne comprend :
- le matin, dans le sens Crépy - Paris, un départ toutes les demi-heures omnibus sur tout le parcours (Mission AEKY) entre 5 h et 7 h ;
- entre 7 h et 9 h, quatre trains par heure aux dessertes variées :
  - omnibus sur la totalité du parcours (missions AEKY vers Paris) une fois par heure,
  - semi-directs : missions AIKY (ne dessert pas Ormoy, Thieux et Compans), une toutes les demi-heures,
  - TER : missions desservant Crépy, Dammartin puis Paris, une par heure ;
- le soir, dans le sens Paris - Crépy, trois départs par heure entre 16 h et 21 h aux dessertes variées :
  - omnibus sur la totalité du parcours (missions KEPY vers Crépy),
  - semi-directs : missions KIPY (ne dessert pas Compans, Thieux et Ormoy),
  - TER : semi-direct de Paris à Dammartin puis Crépy.

En contre-pointe, l'exploitation de la ligne comprend :
- le matin, dans le sens Paris - Crépy, un départ toutes les trente minutes puis toutes les heures. Les trains desservent toutes les gares du parcours (missions KEPY).

Ils sont complétés par un TER direct Dammartin puis Crépy une fois par heure :
- le soir, dans le sens Crépy - Paris, un départ par heure entre 17 h 30 et 20 h 15 aux dessertes variées :
  - omnibus sur la totalité du parcours (missions AEKY vers Paris),
  - semi-directs : missions AIKY (ne dessert pas Thieux, Compans, Ormoy).

Les deux missions sont en alternance heure par heure.

#### Heures creuses
Du lundi au vendredi, l'exploitation de la ligne comprend essentiellement la circulation de quelques trains entre Paris et Crépy. Les navettes Mitry et Crépy sont supprimées depuis le service annuel 2017.
Les samedis, dimanches et fêtes, l'exploitation de la ligne comprend :
- 10 trains par jour le samedi, tous omnibus entre Paris et Crépy (missions AEKY vers Paris ; KEPY vers Crépy) ;
- 5 trains par jour les dimanches et fêtes, tous omnibus entre Paris et Crépy (missions AEKY vers Paris ; KEPY vers Crépy).

#### Soirée
En soirée, l'exploitation de la ligne comprend à partir de 20 h 40, dans le sens Paris - Crépy :
- du lundi au samedi, deux derniers départs de Paris-Nord pour Crépy (20 h 42 et 22 h 42), desservant toutes les gares du parcours ;
- les dimanches et fêtes, un dernier départ de Paris-Nord pour Crépy à 21 h 42, desservant toutes les gares du parcours.

Dans le sens contraire, l'exploitation de la ligne se termine après 20 h 14.

### Information en temps réel
La plupart des gares du parcours disposent encore d'écrans de téléaffichage de type Infogare, installés sur les quais. Ces écrans annoncent en temps réel, les six prochains trains desservant la gare et fournissent des informations à caractère conjoncturel.

### Matériel roulant
Depuis le 2 septembre 2016, la ligne est exploitée intégralement avec 16 rames Francilien Z 50000,.

### Ateliers

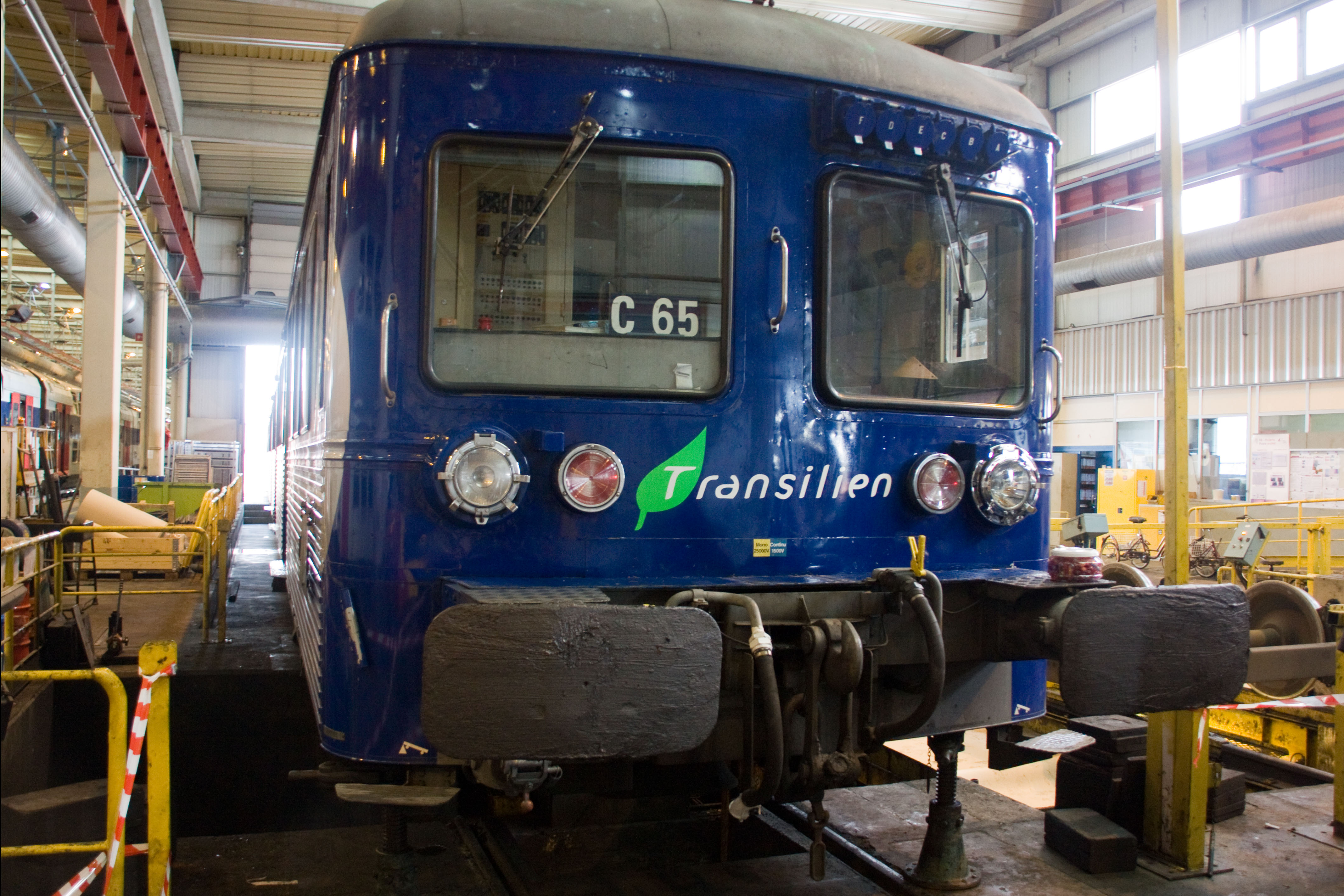
Une rame inox de banlieue (RIB) dans l'atelier d'entretien du Technicentre de Paris-Nord, Site des Joncherolles, en mars 2010.

Les Z 50000 de la ligne K sont entretenus, comme ceux de la ligne H, par le Technicentre de Paris-Nord, situé sur le site des Joncherolles.
En effet, depuis la fermeture du site de La Chapelle, l'entretien des rames de la ligne est réalisé sur le site des Joncherolles. Pour ce faire, le site a été réaménagé et étendu sur plus de quatre hectares, pour un coût de 70 millions d’euros pour SNCF, auquel la communauté d'agglomération Plaine Commune a contribué à hauteur d’environ 4 millions d’euros. Ses installations existantes (voies, passerelles, caténaires, atelier…) ont également été modernisées et réaménagées, en relation avec l'arrivée du Francilien. Un nouvel atelier a également été réalisé et aménagé dans le respect des critères de haute qualité environnementale (HQE).
Depuis 2015, le « Grand Joncherolles » emploie 500 personnes dont environ 330 agents SNCF et 170 employés de l’entreprise chargée du nettoyage des rames. Le site a bénéficié d'investissements importants en outillage, et comprend notamment un nouveau vérin en fosse traversant de deux voies, permettant de traiter les rames Francilien sans devoir démonter chaque voiture.

Technicentre de Paris-Nord, site des Joncherolles
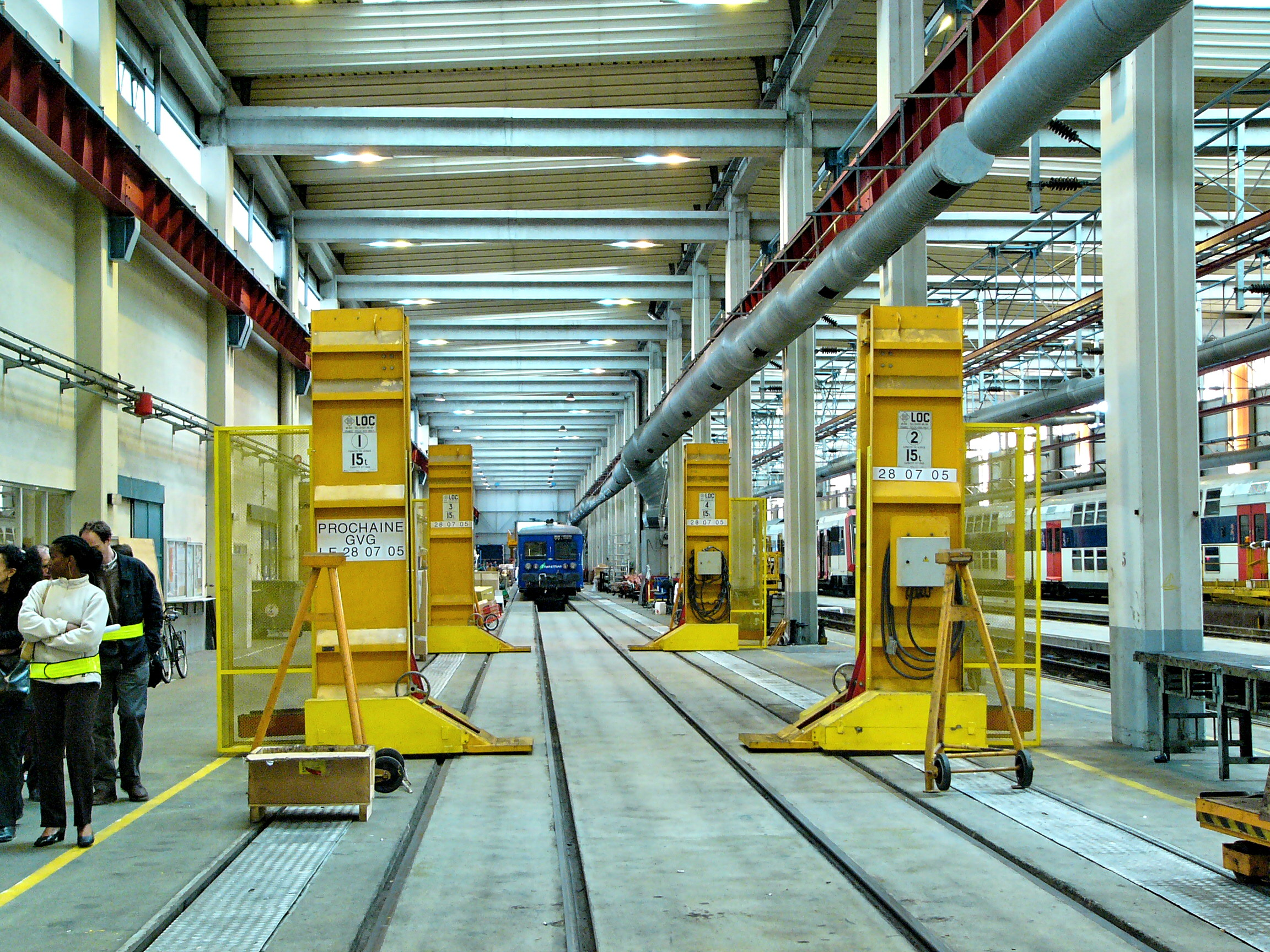
Intérieur de l'atelier préexistant.
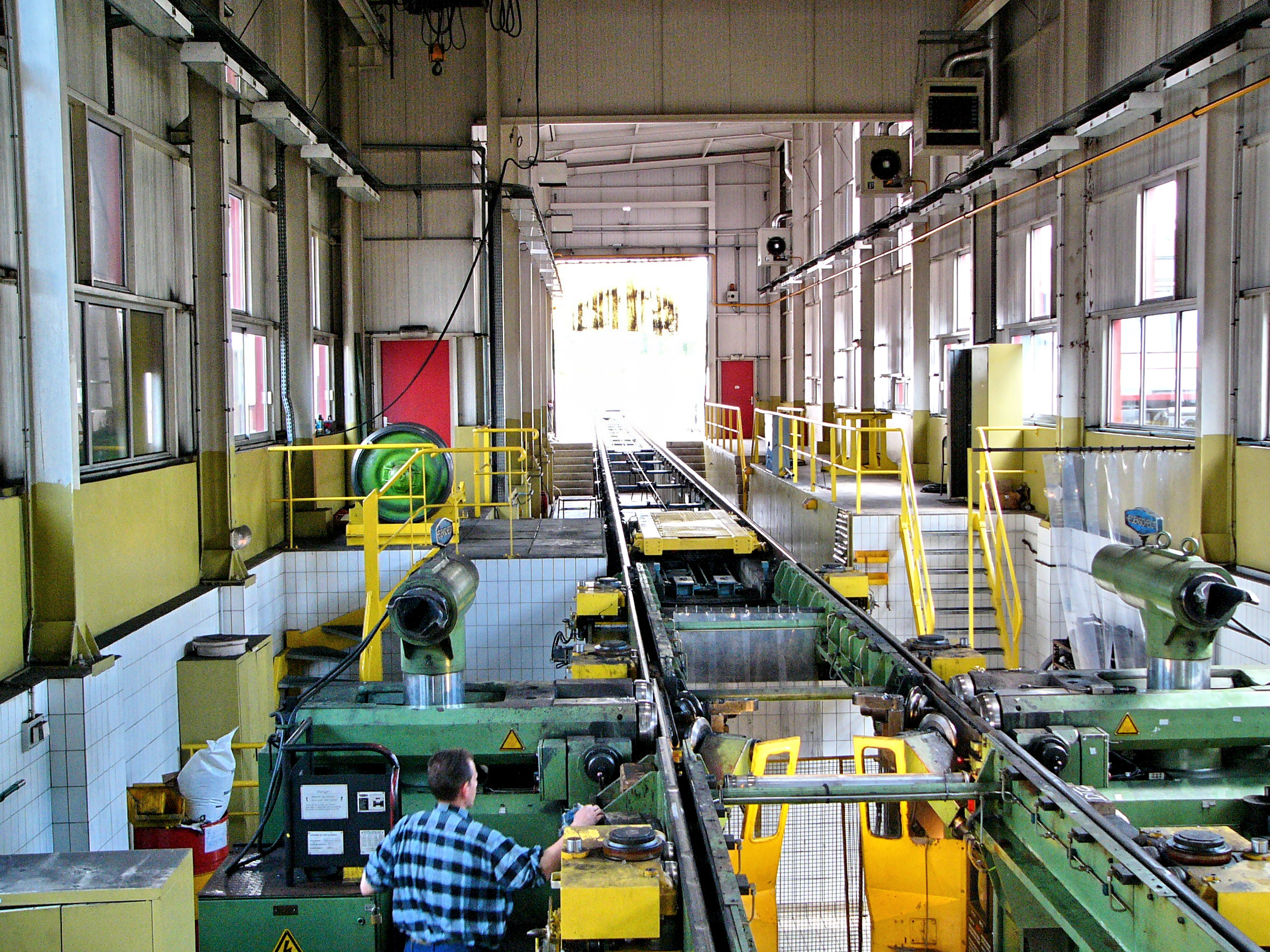
Tour en fosse.
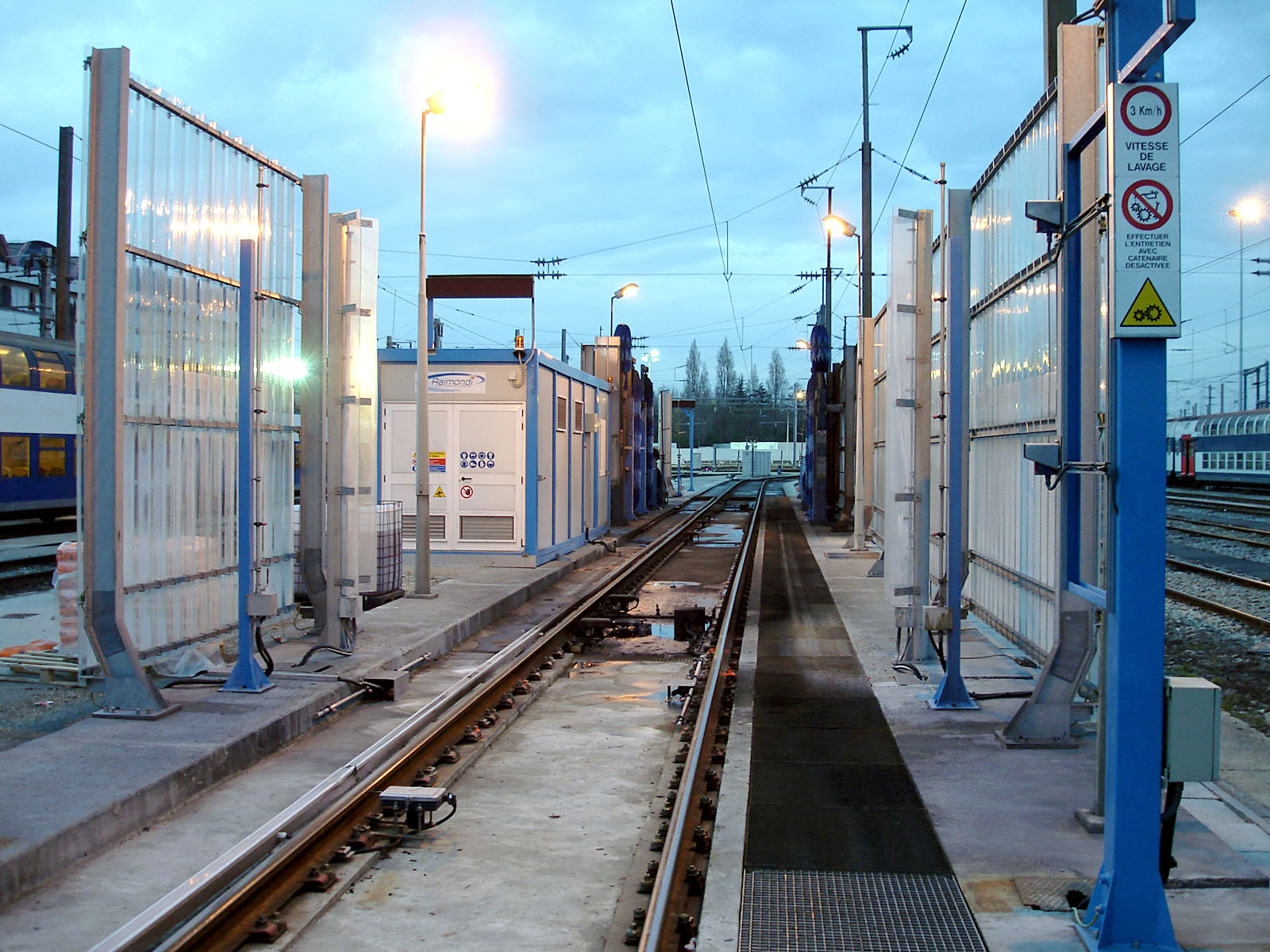
Machine à laver.
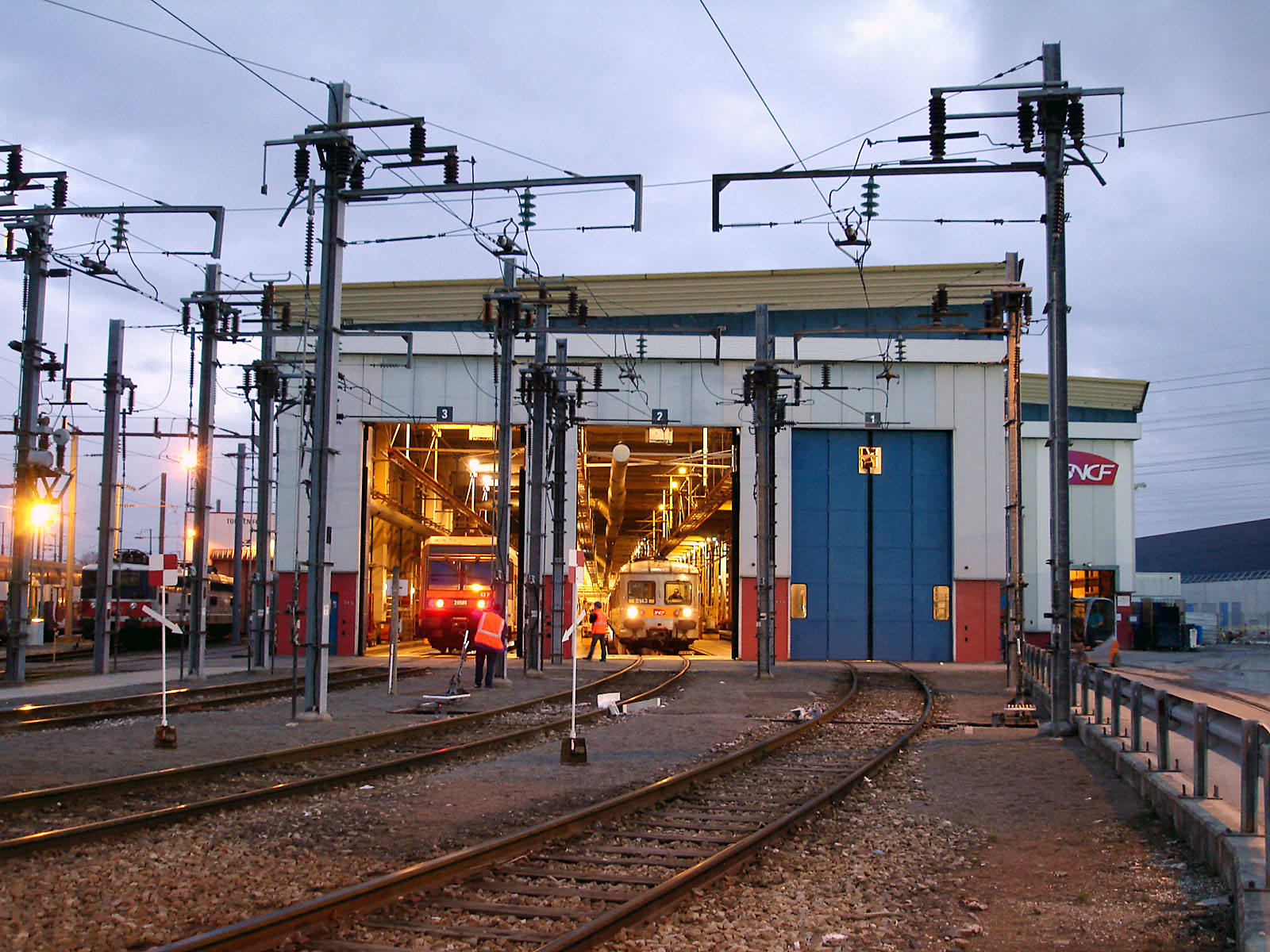
Atelier préexistant.
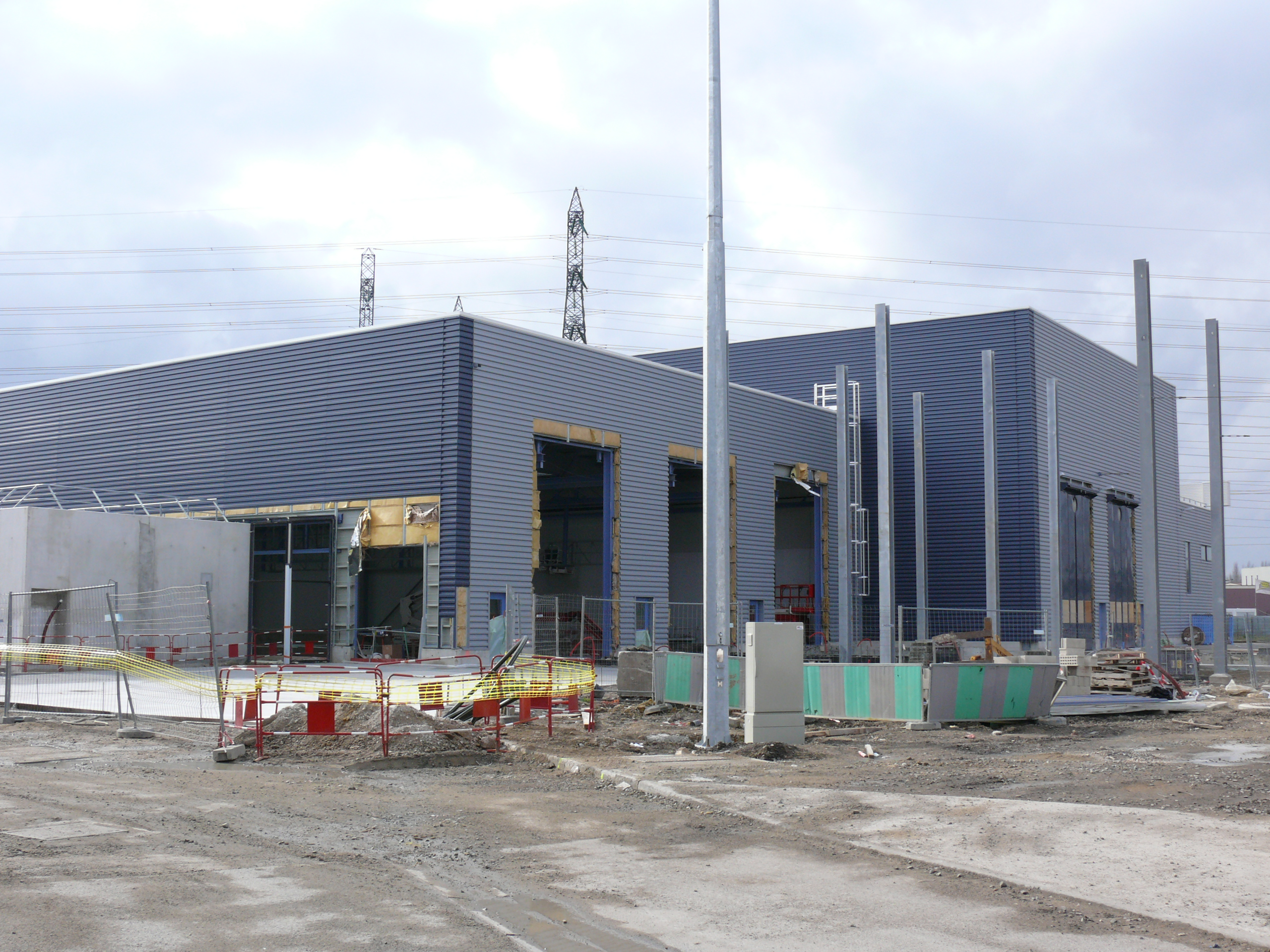
Nouvel atelier alors en construction.

### Personnel d'exploitation

#### Agents de conduite

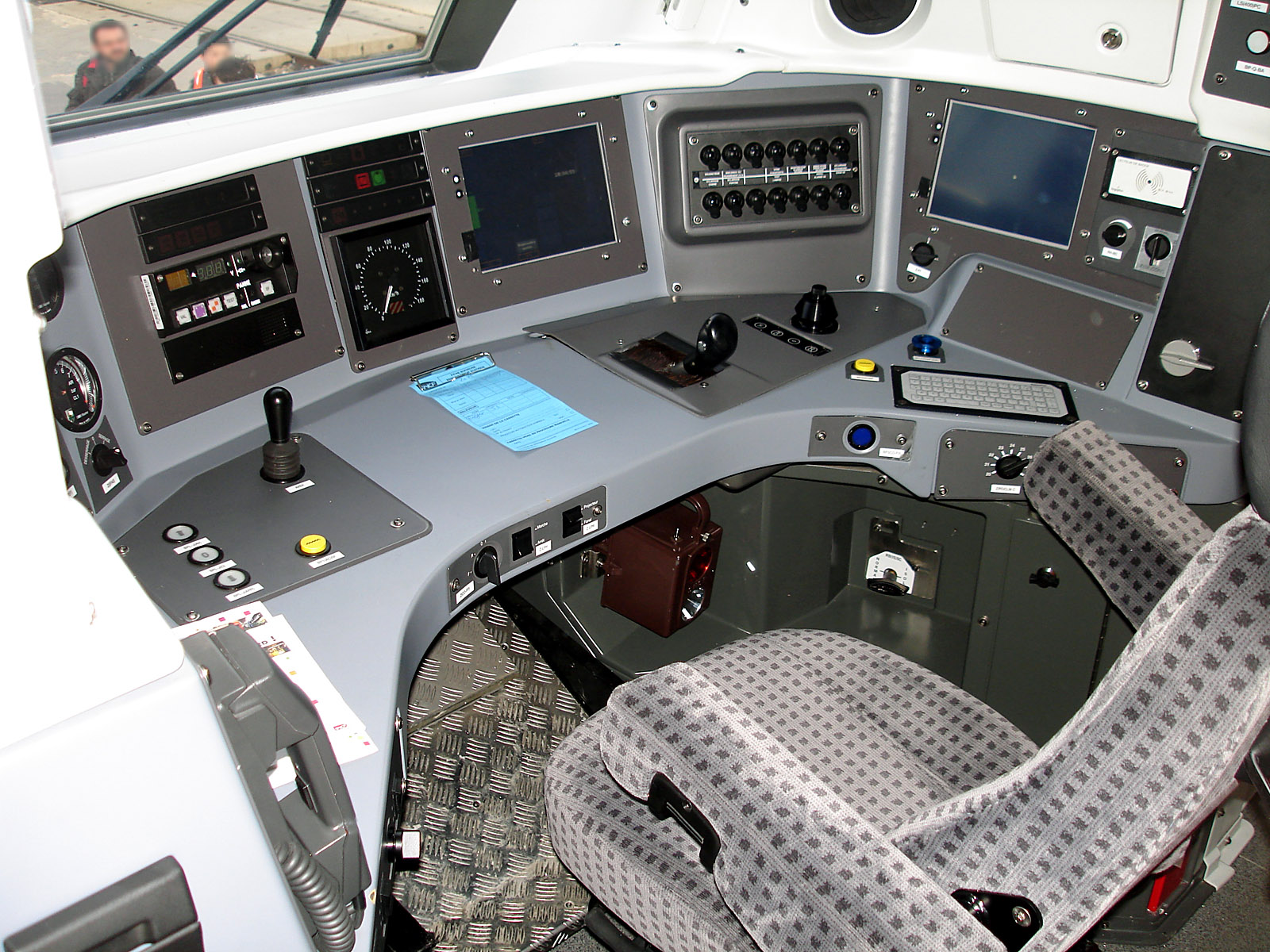
Poste de conduite d'une automotrice Z 50000, en mars 2010.

Les agents de conduite ne sont pas tous uniquement affectés à la ligne K. En effet, les conducteurs de la ligne dépendant de la région Paris-Nord peuvent selon leur roulement assurer les trains des lignes B et D du RER, de la ligne H du Transilien, ainsi que ceux du réseau TER Hauts-de-France.

#### Gestion de la ligne
La gestion opérationnelle de la ligne K est assurée par le Responsable opérationnel ligne K (ROK) avec l'appui des agents du Centre opérationnel Transilien (COT) de la ligne H. Ce COT est situé au sein de l'ex-Centre régional des opérations (CRO) de Paris-Nord à la gare du Nord.
Le COT a pour objectif d'assurer l'exécution du plan de transport de la ligne, en prenant si nécessaire les mesures visant à optimiser la gestion des moyens tant en matériel (trains) qu'en personnel (agents de conduite, etc.), que ce soit en situation normale comme en situation perturbée. Le plan de transport transcrit les souhaits exprimés par Île-de-France Mobilités, l'autorité organisatrice des transports en Île-de-France en termes d'horaires, de dessertes des trains... et détermine entre autres la composition des trains (train court ou long).
Le COT gère également les perturbations, qu'elles soient d'origine interne à la SNCF (train en panne, train avarié...) ou d'origine externe (tirages de signaux d'alarme abusifs, vandalisme, agression, obstruction de la fermeture des portes, intempéries, accident de personne...), quitte à adapter le plan de transport afin de permettre un retour à la normale du trafic, le plus rapidement possible et dans les meilleures conditions, en supprimant le minimum de trains et en tentant de réduire les retards. De ce fait, il est également chargé de communiquer à la clientèle, les informations concernant l'état du trafic et, si nécessaire, ses conséquences sur le plan de transport (trains retardés, supprimés, mise en place de bus de remplacement), afin de pouvoir lui offrir la meilleure qualité de service possible.

#### Circulation des trains
La circulation des trains proprement dite est gérée par les régulateurs du Centre de commandement unifié (CCU) de Denfert-Rochereau, qui régule les lignes B et K.
Les COGC contrôlent des secteurs de circulation et des postes d'aiguillage, de technologie très variée, du poste mécanique des années 1930 au poste d'aiguillage à relais à commande informatique (PRCI). Ils sont gérés par SNCF Réseau (ex-RFF), et sont chargés de l'exploitation de l'ensemble des circulations ferroviaires, qu'elles soient de la SNCF (TER, Transilien, Fret, etc.) ou d'autres entreprises ferroviaires, tout en garantissant un accès équitable à toutes ces activités et entreprises, pour le compte de SNCF Réseau, propriétaire des voies du réseau ferré national depuis 1997. Le CCU de Denfert-Rochereau supervise les postes d'aiguillage situés sur le tracé de la ligne K.
Le COT des lignes H et K est ainsi un client du CCU de Denfert-Rochereau, au même titre que le sont les Centres opérationnels de proximité (COP) du TER Hauts-de-France, des lignes Intercités, des activités de fret, etc.

### Régularité
Durant le premier semestre 2010, la régularité de la ligne est évaluée à 78,2 % de trains à l'heure selon les chiffres du STIF, soit un taux qui est, de loin, le plus faible du réseau ferroviaire francilien. La ligne est en effet affectée à la fois par les dysfonctionnements de son matériel roulant et la saturation de la ligne B du RER qui emprunte les mêmes voies entre Paris-Nord et Aulnay-sous-Bois, et qui possède alors le second plus mauvais taux de régularité du réseau ferré francilien.
La ligne K se redresse progressivement par la suite, notamment après la mise en place du RER B Nord + en septembre 2013 qui concentre les circulations du RER B sur des voies dédiées, parallèles au voies directes réservées à la ligne K, aux TER et certains trains de fret, puis gagnant sept points de régularité au second semestre 2017 après l'arrivée du nouveau matériel roulant pour atteindre 95 %, puis 96,7 % en avril 2019.

### Fréquentation
La ligne K totalisait en moyenne 10 230 voyages par jour ouvré en 2012. La fréquentation a progressé d'un peu plus de 12 % au cours de la première moitié de la décennie 2010 pour atteindre en moyenne 11 500 voyages par jour ouvré en octobre 2016.
La refonte de desserte de la ligne au SA 2017, avec notamment une hausse du nombre de trains journaliers, la mise en place d'un cadencement partiel et l'augmentation du nombre de trains desservant la gare d'Aulnay-sous-Bois, a entrainé un fort accroissement de la fréquentation. En moyenne, 15 000 voyages par jour ouvré ont été enregistrés en 2017, soit une hausse de 30 % par rapport à octobre 2016. La hausse s'est poursuivie à une allure plus faible depuis, avec un nombre de voyages moyen par jour ouvré de 15 800 en mars 2018, soit + 5 % par rapport à l'année précédente.
Le nombre de voyages enregistrés le weekend a augmenté de manière encore plus prononcée. En moyenne, 1 700 voyages étaient dénombrés le samedi en octobre 2016, contre 2 800 en mars 2018, soit une hausse de 67 %. Le dimanche, 700 voyages étaient enregistrés en octobre 2016, contre 1 400 en mars 2018, soit un doublement de la fréquentation.

### Tarification et financement
La tarification de la ligne est identique à celle en vigueur sur les réseaux RER et Transilien. Un ticket « métro-train-RER », qui remplace les ticket t+ et le billet origine-destination au 1er janvier 2025, permet un trajet simple quelle que soit la distance, avec une ou plusieurs correspondances possibles avec les autres lignes de métro, de Transilien ou de RER pendant une durée maximale de 1 h 30 entre la première et dernière validation. En revanche, un ticket « métro-train-RER » ne permet pas d'emprunter les bus et les tramways, à l'exception des lignes « Tram Express » à titre temporaire.
Cependant, les tarifs fixés par Île-de-France Mobilités se limitent à l'Île-de-France et ne s'appliquent pas aux relations avec les gares situées dans les régions voisines, les voyageurs devant ainsi s'acquitter d'un titre de transport TER pour accéder aux gares « hors zones » situées dans les régions Centre-Val de Loire, Hauts-de-France et Normandie.
Le financement du fonctionnement de la ligne (entretien, matériel et charges de personnel) est assuré par l'exploitant, RATP ou SNCF selon les lignes. Cependant, les tarifs des billets et abonnements dont le montant est limité par décision politique ne couvrent pas les frais réels de transport. Le manque à gagner est compensé par l'autorité organisatrice, Île-de-France Mobilités, présidée depuis 2005 par le président du conseil régional d'Île-de-France et composé d'élus locaux. Elle définit les conditions générales d'exploitation ainsi que la durée et la fréquence des services. L'équilibre financier du fonctionnement est assuré par une dotation globale annuelle aux transporteurs de la région grâce au versement mobilité payé par les entreprises et aux contributions des collectivités locales.

## Déploiement du Francilien
Le 11 décembre 2013, le Syndicat des transports d'Île-de-France (STIF, devenu Île-de-France Mobilités), au cours de son conseil d'administration, a validé l'acquisition de dix-huit rames Francilien (Z 50000) supplémentaires. Longues de 112,5 mètres chacune (version longue), elles équiperont à partir du 2 septembre 2016 la ligne K du réseau Transilien en remplacement des rames inox. Elles permettront une augmentation de la capacité des trains, offrant 944 places assises pour un train long de deux éléments (1 844 places au total), soit 12 % de places en plus que précédemment.
L'investissement représente au total plus de 900 millions d’euros, montant comprenant également celui de la commande de vingt-cinq rames Francilien pour les lignes H et L ainsi que de quarante-huit rames Regio 2N pour la ligne R du réseau Transilien. Il est financé à parts égales par le STIF et par la SNCF dans le cadre du contrat STIF/SNCF.
Le 2 septembre 2016, seize rames Francilien Z 50000 sont mises en service commercial sur la ligne et assurent dès le lendemain la totalité du trafic, en remplacement des rames réversibles de type RIB. Avec ces nouveaux matériels, la ligne K gagne sept points de régularité pour atteindre les 95 % fin 2017, et affiche 96,7 % en avril 2019. Les meilleures performances du matériel roulant ont permis de renforcer l’offre d’un train le matin et le soir lors de la mise en place du SA 2017. La meilleure qualité de service et l'augmentation de l'offre de transport ont fait bondir sa fréquentation d'environ 25 % entre 2016 et 2017 (de 12 à 15 000 voyageurs par jour), augmentation due notamment à d'anciens usagers du RER B qui préfèrent prendre à Aulnay-sous-Bois un train direct pour Paris.

## Projet de prolongement de la ligne B à Dammartin

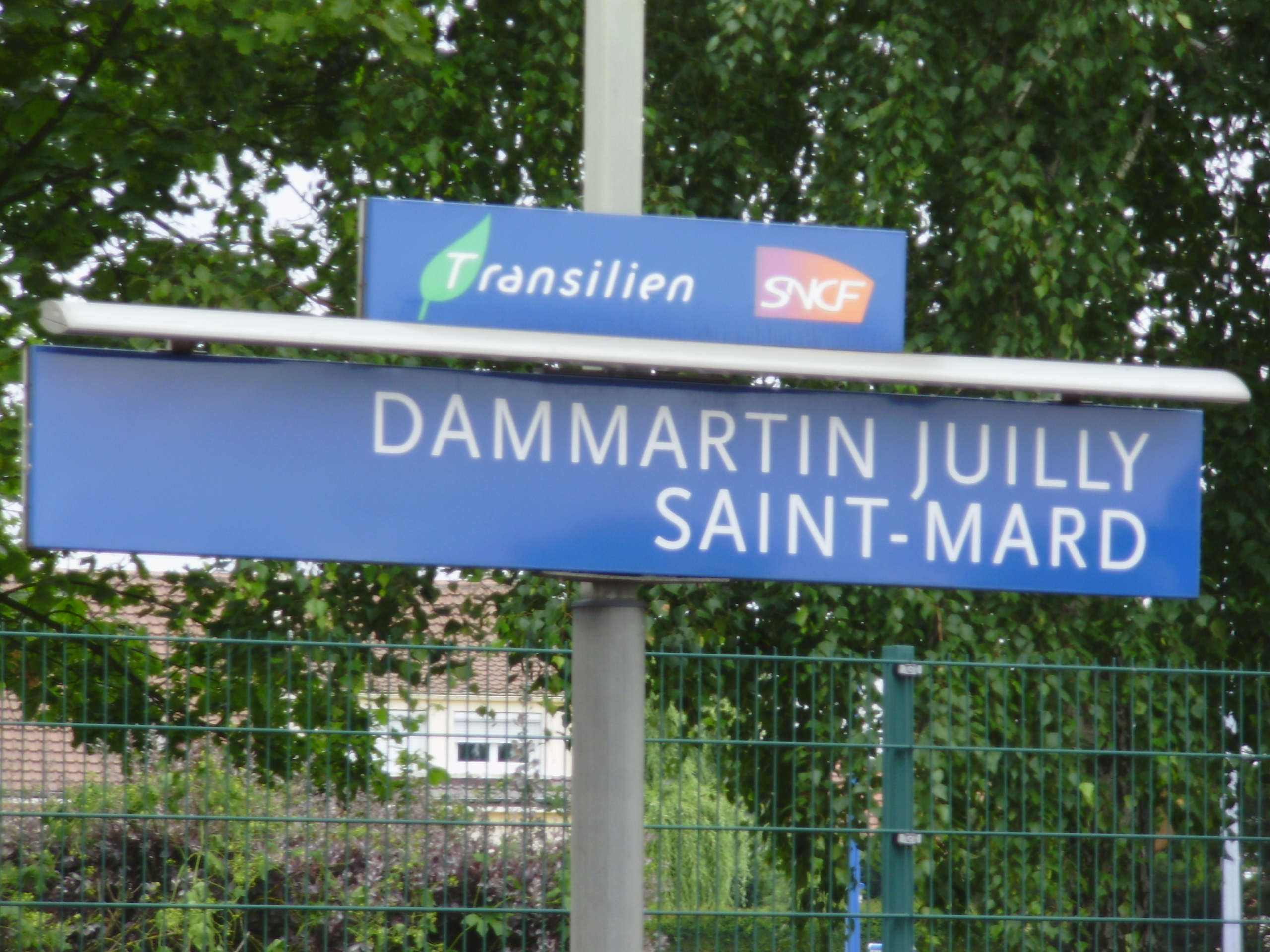
Le prolongement du RER B est envisagé entre Mitry - Claye et Dammartin - Juilly - Saint-Mard.

Adopté par délibération du Conseil régional d'Île-de-France le 25 septembre 2008, le Schéma directeur de la région Île-de-France (SDRIF) 
prévoit alors en phase 3 (horizon 2021-2027) une extension du RER B de la gare de Mitry - Claye jusqu'à celle de Dammartin - Juilly - Saint-Mard. Elle se substituerait alors à la ligne K sur cette section.
Elle se ferait avec la création d'une nouvelle gare, conçue comme un terminus, probablement sur la commune voisine de Rouvres, à environ 3,5 km au nord de l'actuelle gare, située près de Saint-Mard, qui est ancienne et inadaptée à un tel projet.
Toutefois, la saturation du RER B fait que ce projet n'est plus évoqué par la suite.